# Chris Broach
Christopher „Chris“ Robert Broach (* 5. September 1976 in Madison, Wisconsin) ist ein US-amerikanischer Musiker.

## Leben
Er war einer der Gitarristen und Vokalisten der Neunziger-Jahre-Emo-Band Braid. 
Noch während er Mitglied bei Braid war begann er sein Nebenprojekt The Firebird Suite. Dieses wurde nach der Bandauflösung von Braid sein Hauptprojekt und nannte sich von nun an The Firebird Band.
Chris Broach spielte zudem Gitarre für Life At Sea auf dem Album “Is there a signal coming through?” und wurde Frontman der Band L'Spaerow. Diese veröffentlichte auch ein Album auf dem von Chris Broach im Jahr 2002 gegründeten Label Lucid Records.
Außerdem arbeitete er immer wieder an Solo-Material, unter anderem veröffentlichte er 2010 die EP Madison bei Lucid Records.
Chris Broach und der ehemalige Hey Mercedes-Gitarrist (der Nachfolgeband von Braid) Mike Schumaker arbeiten gemeinsam an einem neuen Projekt mit dem Titel The Blakhiv. 2006 veröffentlichten sie ihre erste EP auf Lucid Records.
Bevor Chris als Gitarrist von Braid große Erfolge verzeichnen konnte, war er vornehmlich Vokalist. Zu Schulzeiten sang er für die Bands SacHead, Mondale und Seven Inch.

## Diskografie
- SacHead - Our World (Playing Field Recordings, 1993) Cassette Only
- Braid - Frankie Welfare Boy Age Five (Divot, 1995) - CD/Double LP
- Braid - The Age Of Octeen (Mud, 1996) - CD/LP
- Braid - Frame & Canvas (Polyvinyl, 1998) - CD/LP
- Braid - Lucky To Be Alive (Glue Factory, 2000) - live CD/Double LP
- Braid - Movie Music Vol. 1, Polyvinyl (2000) - compilation CD/Double LP
- Braid - Movie Music Vol. 2 Polyvinyl (2000) - compilation CD/Double LP
- The Firebird Band - The Setting Sun and Its Satellites - (The Mintaka Conspiracy/Cargo Music/Headhunter, 2000) - CD/LP
- L' Spaerow - L' Spaerow - (Lucid Records, 2003) - CD
- The Firebird Band - Archives - (Lucid Records, 2003) CD
- Life at Sea - Is There A Signal Coming Through? - (Lucid Records, 2003) - CD
- The Firebird Band - The City at Night - (Bifocal Media/Lucid Records, 2004) CD

## Singles und EPs
- Braid - Rainsnowmatch 7 (Enclave/Polyvinyl 1994) - single
- Braid - I'm Afraid of Everything/Radish White Icicle/Now I'm Exhausted 7 (Grand Theft Autumn, 1995) - single
- Braid - Niagara/That Car Came Out Of Nowhere 7 (Grand Theft Autumn, 1995) - single
- Braid / Corm Split 7 (Polyvinyl Records, 1997) - single
- Braid - First Day Back/Hugs From Boys 7 (Polyvinyl, 1998) - single
- Always Something There To Remind Me (Split 7" w/ Burning Airlines) - (DeSoto Records, 1998) single
- The Firebird Suite - New York 7 - (The Mintaka Conspiracy, 1998) - single
- The Firebird Project - Feel Alright CD - (The Mintaka Conspiracy, 1999) - EP
- Braid - Please Driver Faster, Polyvinyl (1999) - single
- The Firebird Band - The Drive - (Cargo/Headhunter, 2001) - EP
- The Blakhiv - Any Way She Wants It - (Lucid Records, 2006) - EP

## Compilations
- Braid - Trompe Le Monde from Where Is My Mind? A Tribute To The Pixies (Glue Factory, 1999)
- The Firebird Band - She Wears He-Harem from A Tribute To Shudder To Think (2003)

## VHS/DVD
- Actuality Of Thought (BiFocal Media, 2001) - VHS
- Braid - Killing A Camera (Bifocal Media, 2001 VHS, 2004 DVD) - DVD